# Ummanz
Ummanz er en tysk ø i Østersøen med 274 indbyggere. Den ligger ud for øen Rügens vestkyst i forbundslandet Mecklenburg-Vorpommern, og hører administrativt under Landkreis Vorpommern-Rügen. Øen er lige godt 20 kvadratkilometer stor og hører til Nationalpark Vorpommersche Boddenlandschaft. Den er siden 1901 forbundet med Rügen via en 250 meter lang bro.